# Brandon Paenga-Amosa
Pour le joueur samoan de rugby à XV, voir Afa Amosa.

a Compétitions nationales et continentales officielles uniquement.

b Matchs officiels uniquement.
Dernière mise à jour le 28 février 2025.
Brandon Paenga-Amosa, est né le 25 décembre 1995 à Auckland (Nouvelle-Zélande). C'est un joueur de rugby à XV international australien d'origine néo-zélandaise, évoluant au poste de talonneur au sein de l'effectif de la Western Force depuis 2025.
Il remporte le Championnat de France avec Montpellier en 2022.

## Carrière

### En club
Brandon Paenga-Amosa est né à Auckland en Nouvelle-Zélande, mais émigre à l'âge de quatre ans en Australie, quand sa famille s'installe à Sydney. Dès son plus jeune âge, il commence à pratiquer le rugby à XIII, et évolue avec les équipes jeunes des Canterbury Bulldogs. 
À l'âge de quinze ans, il décide de passer au rugby à XV. Il joue au rugby avec l'équipe de son lycée, ainsi qu'avec la sélection lycéenne de Combined States, regroupant les meilleurs lycéens des États de Nouvelle-Galles du Sud et du Queensland. Il ne parvient cependant pas à décrocher une place avec l'académie des Waratahs.
Il commence alors sa carrière avec l'équipe amateure de Southern Districts, en Shute Shield. Il débute en équipe première en 2015, et en devient rapidement un titulaire régulier. Parallèlement au rugby, il fait des études en théologie, et à cette occasion, visite plusieurs fois des centres de détentions juvéniles, afin de discuter avec les jeunes détenus,. Il occupe également divers emplois comme celui d'éboueur ou de paysagiste,.
Grâce à ses performances en club, il est retenu en 2016 avec l'équipe professionnelle des Greater Sydney Rams pour disputer le NRC. Il effectue alors une bonne première saison, où il inscrit six essais en sept matchs, et il est considéré comme un des meilleurs joueur du championnat à son poste.
L'année suivante, il fait partie du groupe d'entrainement élargi de la franchise des Waratahs, mais il ne dispute aucune rencontre. Toujours en 2017, il change de province de NRC pour rejoindre les NSW Country Eagles. Avec cette équipe, il inscrit cinq essais en huit rencontres, dont un triplé contre Brisbane City lors du dernier match de la saison.
Après cette deuxième saison de NRC, il est retenu dans un premier temps dans l'effectif élargi de la franchise des Melbourne Rebels pour la saison 2018 de Super Rugby. Cependant peu de temps après, il est appelé par les Queensland Reds, et son entraineur Brad Thorn, afin de compenser le départ à la retraite de Stephen Moore,. Il joue son premier match le 23 février 2018 contre les Melbourne Rebels. Il s'impose immédiatement comme le titulaire indiscutable à son poste, et dispute seize rencontres (dont quinze titularisations) lors de cette première saison,.
Toujours en 2018, il change à nouveau d'équipe de NRC pour rejoindre Brisbane City.
La saison suivante, il perd sa place de titulaire au profit d'Alex Mafi, mais dispute tout de même l'intégralité des rencontres disputées par son équipe. Il retrouve une place de titulaire à l'occasion du Super Rugby Australia en 2020.
En décembre 2020, il est annoncé que la saison 2021 de Super Rugby sera la dernière qu'il dispute avec les Reds, puisqu'il doit rejoindre le club français de Montpellier en Top 14 pour un contrat de deux saisons.
Il signe officiellement avec Montpellier en novembre 2021, et s'engage sur un contrat de deux saisons, plus une troisième en option,. Durant la saison 2021-2022, son nouveau club termine à la deuxième place de la phase régulière et se qualifie donc pour les phases finales. Lors de la demi-finale, il est remplaçant avant d'entrer en jeu à la place de Guilhem Guirado. Le MHR et bat l'Union Bordeaux Bègles, se qualifiant ainsi pour la finale. Le 24 juin 2022, il est de nouveau remplaçant lors de la finale du Top 14 et affronte victorieusement le Castres olympique (victoire 29 à 10). Il remporte ainsi son premier titre avec le club héraultais. Cette saison 2021-2022, il joue 17 matchs toutes compétitions confondues et marque un essai.
Il quitte Montpellier en 2024, après trois saisons au club, et retourne jouer en Australie avec la Western Force à compter de la saison 2025 de Super Rugby,.

### En équipe nationale
Brandon Paenga-Amosa est sélectionné pour la première fois avec les Wallabies en juin 2018 par le sélectionneur Michael Cheika, après seulement une saison à haut niveau,. Il obtient sa première cape internationale avec l'équipe d'Australie le 9 juin 2018 à l’occasion d’un test-match contre l'équipe d'Irlande à Brisbane.
Après une absence de deux ans, il est à nouveau sélectionné en septembre 2020 par le sélectionneur Dave Rennie pour préparer le Tri-nations 2020, et en dispute quatre rencontres.

## Palmarès

### En club
- Vainqueur du Super Rugby AU en 2021 avec les Queensland Reds.
- Finaliste du Super Rugby AU en 2020 avec les Queensland Reds.
- Vainqueur du Championnat de France en 2022 avec le Montpellier HR.

## Statistiques
Au 28 février 2025, Brandon Paenga-Amosa compte 20 capes en équipe d'Australie, dont quinze en tant que titulaire, depuis le 9 juin 2018 contre l'équipe d'Irlande à Brisbane. Il a inscrit un essai (5 points).
Il participe à quatre éditions du Rugby Championship, en 2018, 2020, 2021 et 2024. Il dispute huit rencontres dans cette compétition.